# Miremont (Haute-Garonne)
Miremont is een gemeente in het Franse departement Haute-Garonne (regio Occitanie). De plaats maakt deel uit van het arrondissement Muret. Miremont telde op 1 januari 2022 2.787 inwoners.

## Geografie
De oppervlakte van Miremont bedroeg op 1 januari 2022 22,4 vierkante kilometer; de bevolkingsdichtheid was toen 124,4 inwoners per km².

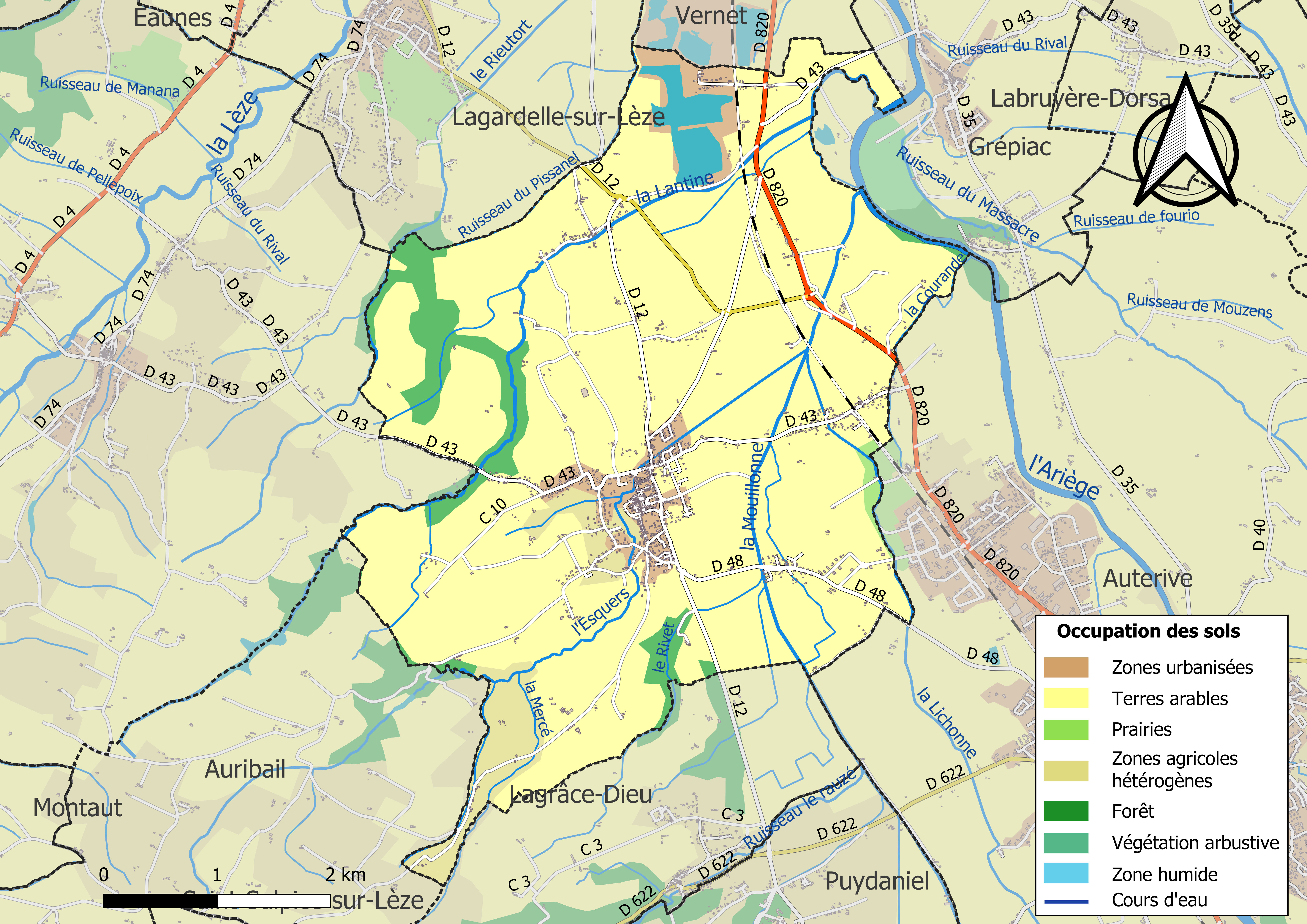
Kaart van de gemeente met belangrijkste infrastructuur, bodemgebruik en omliggende gemeenten

## Demografie
De figuur toont het verloop van het inwonertal (bron: INSEE-tellingen).